# جسم غارق مجهول الهوية
الأجسام الغارقة المجهولة الهوية (USO) هي أجسام مجهولة الهوية غارقة في الماء. تُصنّف البحرية الأمريكية الأجسام الغارقة المجهولة الهوية USOs على أنها حيتان وأسماك قرش وغيرها من الكائنات البحرية التي يمكن ان تعيق مناورات السفن، عمليات السونار، والبحوث المحيطية (بحوث أوقيانوغرافية). استخدم المصطلح من قبل علماء الأجسام الطائرة المجهولة الهوية مثل الأدميرال المتقاعد تيم غالوديت للإشارة إلى الأجسام الطائرة المجهولة الهوية (UFOs) التي يُزعم أنها قادرة على السفرعبر الماء.

## أنظر أيضا
- Sea monster
- Utsuro-bune